# 곽희 (후한)
곽희(郭禧, ? ~ 179년 음력 5월)는 후한 후기의 관료로, 자는 군방(君房)이며 영천군 양책현(陽翟縣) 사람이다. 백조부 곽궁은 정위를 지냈다.

## 행적
집안 대대로 전수되어온 소두율(小杜律)을 익혔고, 유학 또한 좋아하여 명성을 떨쳤다.
건녕 2년(169년) 11월, 태복에서 태위로 승진하였으나 이듬해 4월 파면되었다.
광화 원년(178년) 7월 임자일, 푸른 무지개가 옥당(玉堂) 후전(後殿)의 정원에 나타났다. 영제는 광록대부 양사 · 의랑 채옹 등을 금상문(金商門)에 불러모아 재이(災異)를 없앨 방법을 물어보았다. 채옹은 조요(趙嬈)를 비롯한 궁궐의 여인들이 정사에 간섭한 것이 원인이라며, 연로하고 온후한 자로 정위 곽희를 추천하였다.
광화 2년(179년) 5월 갑인일, 태중대부 재임 중 죽었다.
아들 곽홍(郭鴻)은 오원태수·사례교위를 역임하였고, 성안향후(成安鄕侯)에 봉해졌다.

## 출전
- 채옹, 《채중랑집》 권7 답조문재이
- 범엽, 《후한서》 권46 곽진열전
- 사마광, 《자치통감》 권57
- 홍괄, 《예석》 권25 태위곽희비 · 곽희후비